# Mariusz Mierzwiński
Mariusz Mierzwiński (ur. 29 stycznia 1953 w Jeleniej Górze) – polski archeolog, konserwator zabytków i muzealnik. W latach 1987–2017 dyrektor Muzeum Zamkowego w Malborku.

## Życiorys
Urodził się i wychował w Jeleniej Górze. W 1973 rozpoczął studia z archeologii śródziemnomorskiej na Uniwersytecie Warszawskim, studia ukończył w 1977, jego promotorem był prof. Kazimierz Michałowski. W latach 1987–1988 odbył także studia podyplomowe z konserwacji zabytków architektury na Politechnice Warszawskiej. Od początku swojej kariery zawodowej związany był z Muzeum Zamkowym w Malborku. W roku ukończenia studiów rozpoczął pracę w Zamku w Malborku na stanowisku asystenta, później awansował kolejno na stanowisko zastępcy kierownika działu, kierownika Działu Historii Zamku i wicedyrektora muzeum ds. naukowo-konserwatorskich. W 1987 został powołany na stanowisko dyrektora tej instytucji, funkcję tę pełnił przez 30 lat do 2017. Z końcem 2017 mimo propozycji od ministra kultury przedłużającej kontrakt, zakończył pracę na stanowisku dyrektora. Decyzję umotywował stanem zdrowia i odpowiedzialnością wiążącą się z tą funkcją. Od 2018 do przejścia na emeryturę w 2020 pracował na stanowisku doradcy dyrektora muzeum. Dzięki jego trwającym niemal dziesięć lat staraniom Zamek Krzyżacki w Malborku został wpisany w 1997 na elitarną listę światowego dziedzictwa UNESCO, a także listę Pomników Historii. Mierzwińskiemu muzeum zawdzięcza także uzyskanie grantu finansowego w wysokości 4,5 mln euro, dzięki któremu udostępniono po remoncie wnętrza Pałacu Wielkich Mistrzów i Wielkiego Refektarza, dokonał on także odbudowy Wału Plauena. Wypromował on zamek jako największą atrakcję turystyczną w północnej Polsce, co spowodowało niezwykle duże zainteresowanie wśród zwiedzających, ponad 600 tys. w 2018.
Jest członkiem wielu organizacji i towarzystw naukowych. Współzałożyciel i wiceprezydent Międzynarodowego Stowarzyszenia Zamków i Muzeów Nadbałtyckich, członek Międzynarodowej Rady Muzeów ICOM.

## Odznaczenia i nagrody
- Srebrny Medal „Zasłużony Kulturze Gloria Artis”[4] (2015)
- Złoty Medal za Długoletnią Służbę
- Odznaka Honorowa Gryfa Pomorskiego[5] (2015)
- Srebrny Krzyż Zasługi
- Złota Odznaka „Za opiekę nad zabytkami”
- Order Kapituły Rycerstwa Pomorskiego[6]
- Tytuł honorowy „Zasłużony dla Miasta Malborka” (2008)
- Nagroda Fundacji Toepfera